# Bawonifaoso (Hibala)
Bawonifaoso is een bestuurslaag in het regentschap Nias Selatan van de provincie Noord-Sumatra, Indonesië. Bawonifaoso telt 486 inwoners (volkstelling 2010).